# خانه و باغ عظیمی
خانه و باغ عظیمی مربوط به اواخر دوره قاجار است و در شهرستان ابرکوه، بخش مرکزی، دهستان فراغه، روستای صفی آباد واقع شده و این اثر در تاریخ ۲۸ اسفند ۱۳۸۶ با شمارهٔ ثبت ۲۲۷۷۵ به‌عنوان یکی از آثار ملی ایران به ثبت رسیده است.